# 沃兹沃思
沃兹沃思是位於美國俄亥俄州梅迪納縣的一個城市，建城於1814年。城市名稱來自於Elijah Wadsworth，他是美國獨立戰爭時期的英雄。據2010年人口普查，該市有人口21,567人。